# Russian Winter 2012
Russian Winter 2012 – halowy mityng lekkoatletyczny, który odbył się 5 lutego 2012 w stolicy Rosji – Moskwie. 
Zawody należą do prestiżowego cyklu IAAF Indoor Permit Meetings w sezonie 2012.

## Rezultaty
| NR – rekord kraju \| WL – najlepszy tegoroczny wynik na listach światowych \| PB – rekord życiowy \| SB – najlepszy wynik w sezonie \| MR – rekord mityngu |

### Mężczyźni
| Konkurencja:              | 1. miejsce          | Rezultat         | 2. miejsce          | Rezultat    | 3. miejsce                   | Rezultat              |
| Bieg na 60 m              | Josh Norman         | 6,63 =SB         | Dwain Chambers      | 6,64 SB     | Rytis Sakalauskas            | 6,65                  |
| Bieg na 600 m             | Adam Kszczot        | 1:15,26 WL MR NR | Jurij Borzakowski   | 1:16,08 SB  | Jackson Kivuva Maksim Dyłdin | 1:16,93 SB 1:16,93 PB |
| Bieg na 60 m przez płotki | Konstantin Szabanow | 7,58             | Siergiej Szubienkow | 7,61 PB     | Maksim Łynsza                | 7,63 SB               |
| Chód na 5000 m            | Walerij Borczin     | 18:16,54 WL      | Władimir Kanajkin   | 18:17,13 PB | Siergiej Bakulin             | 18:26,82 PB           |
| Skok wzwyż                | Andriej Silnow      | 2,36 WL          | Aleksandr Szustow   | 2,30        | Trevor Barry                 | 2,27                  |
| Skok o tyczce             | Björn Otto          | 5,77 SB          | Dmitrij Starodubcew | 5,65        | Łukasz Michalski             | 5,65                  |
| Skok w dal                | Aleksandr Mieńkow   | 8,24 WL PB       | Godfrey Mokoena     | 8,04 SB     | Ignisious Gaisah             | 7,93 =SB              |

### Kobiety
| Konkurencja:              | 1. miejsce           | Rezultat       | 2. miejsce       | Rezultat    | 3. miejsce           | Rezultat    |
| Bieg na 60 m              | Ołesia Powch         | 7,14           | Marija Riemień   | 7,18 SB     | Natalja Murinowicz   | 7,25 SB     |
| Bieg na 400 m             | Aleksandra Fiedoriwa | 51,46 PB       | Wanja Stambołowa | 51,59       | Antonina Kriwoszapka | 51,88 SB    |
| Bieg na 1000 m            | Jelena Arżakowa      | 2:36,69 WL     | Natallia Karejwa | 2:37,36 SB  | Jelena Kofanowa      | 2:37,58 PB  |
| Bieg na 60 m przez płotki | LoLo Jones           | 7,89 WL MR     | Ivette Lewis     | 8,03        | Danielle Carruthers  | 8,05 SB     |
| Chód na 3000 m            | Anisia Kirdiapkina   | 11:44,10 WL PB | Claudia Ștef     | 12:27,50 SB | Tatjana Korotkowa    | 12:28,00 PB |
| Skok w dal                | Darja Kliszyna       | 6,86 SB        | Julija Pidłużna  | 6,60        | Shara Proctor        | 6,60 SB     |

## Rekordy
Podczas mityngu ustanowiono 3 krajowe rekordy w kategorii seniorów:
| Zawodnik         | Reprezentacja | Konkurencja         | Rezultat |
| ---------------- | ------------- | ------------------- | -------- |
| Adam Kszczot     | Polska        | bieg na 600 metrów  | 1:15,26  |
| Lázaro Borges    | Kuba          | skok o tyczce       | 5,55     |
| Rusłan Dmytrenko | Ukraina       | chód na 5000 metrów | 18:44,45 |